# Gökhan Emreciksin
Gökhan Emreciksin (* 10. September 1984 in Istanbul) ist ein türkischer Fußballspieler. 

## Karriere

### Verein
Emreciksin begann seine Karriere bei Istanbul Sinopspor. Bandırmaspor verpflichtete den damals 19-jährigen Mittelfeldspieler in die Profimannschaft. Für Bandırmaspor spielte Emreciksin 50 Spiele in der Liga. 2005/06 wechselte er in die 2. Liga zu Boluspor. In Bolu ging seine Entwicklung weiter und spielte dort als Stammspieler. In der Winterpause der Saison 2007/08 verpflichtete der türkische Hauptstadtklub MKE Ankaragücü Emreciksin. Im Januar 2009 wechselte er zu Fenerbahçe Istanbul, im Juni 2009 zu Kayserispor. Der Wechsel war Bestandteil des Transfers von Mehmet Topuz zu Fenerbahçe.
Nach einer Spielzeit bei Kayserispor verließ er den Verein Richtung Manisaspor. Bereits zur Winterpause wechselte er innerhalb der Liga zum Aufsteiger Konyaspor. Hier konnte er sich auf Anhieb als Stammspieler etablieren. Nachdem sein Verein zum Saisonende den Klassenerhalt nicht geschafft hatte, ging er zur neuen Saison mit seinem Verein in die TFF 1. Lig.
Nachdem er eine Spielzeit in der 1. Lig für Konyaspor tätig war und mit dieser Mannschaft in der Relegation den sofortigen Wiederaufstieg in die Süper Lig verpasste, wechselte er im Sommer 2012 zum neuen Erstligisten Elazığspor. Zur Winterpause der Saison 2012/13 verließ er Elazığspor.
In der Wintertransferperiode 2012/13 heuerte er beim Zweitligisten Göztepe Izmir an. Nachdem Göztepe zum Saisonende den Klassenerhalt verfehlt hatte, wechselte Emreciksin zum Zweitligisten Boluspor.
Im Sommer 2014 wechselte er zum Istanbuler Drittligisten Kartalspor.

### Nationalmannschaft
Emreciksin wurde in den Kader der türkischen Nationalmannschaft für das Freundschaftsspiel gegen Weißrussland am 26. März 2008 berufen, kam dort jedoch nicht zum Einsatz.